# Conseil supérieur de l'instruction publique
Le Conseil supérieur de l'Instruction publique est une ancienne instance du système éducatif français ayant existé de 1850 à 1945. 

## Création par la loi Falloux (1850)
Le Conseil supérieur de l'instruction publique est créé par le chapitre premier de la loi du 15 mars 1850 relative à l'enseignement, préparée par le ministre de l'instruction publique et des cultes Alfred de Falloux. Il succède au conseil royal de l'Université créé par l'ordonnance du 7 décembre 1845.

### Composition
Le Conseil supérieur de l'instruction publique est composé de vingt-huit membres, le ministre comme président, 16 membres élus pour six ans par leurs pairs représentant les instances religieuses (quatre archevêques ou évêques, un ministre de l'Église réformée, un représentant de l'Église de la Confession d'Augsbourg, un membre du consistoire central israélite), la magistrature (trois conseillers d'État, trois membres de la Cour de cassation) et les savants (trois membres de l'Institut), huit membres nommés à vie par le Président de la République, en Conseil des ministres, et choisis parmi les anciens membres du Conseil de l'université, les inspecteurs généraux ou supérieurs, les recteurs et les professeurs des facultés, ces huit membres formant une section permanente et étant rétribués, et trois membres de l'enseignement libre nommés pour six ans par le Président de la République, sur la proposition du ministre de l'Instruction publique.

### Attribution
Le conseil a un rôle consultatif sur tous les projets de texte et toutes les questions concernant l'enseignement. Il est instance judiciaire d'appel, se prononçant en dernier ressort sur les jugements rendus par les conseils académiques (affaires contentieuses relatives à l'obtention des grades, aux concours devant les facultés, à l'ouverture des écoles libres, aux droits des maîtres particuliers et à l'exercice du droit d'enseigner ; poursuites dirigées contre les membres de l'instruction secondaire publique et tendant à la révocation, avec interdiction d'exercer la profession d'instituteur libre, de chef ou professeur d'établissement libre, affaires disciplinaires relatives aux instituteurs primaires, publics ou libre). 
La section permanente est chargée de l'examen préparatoire des questions qui se rapportent à la police, à la comptabilité et à l'administration des écoles publiques. Elle donne son avis, toutes les fois qu'il lui est demandé par le ministre, sur les questions relatives aux droits et à l'avancement des membres du corps enseignant. 

## Modification par Fortoul après le coup d'État (1852)
Le décret-loi du 9 mars 1852 préparé par le ministre Hippolyte Fortoul, modifie la composition et la désignation des membres du conseil. Le conseil est dorénavant composés de, outre le ministre, présidant le conseil, 32 membres tous nommés pour un an par le président de la république (puis l'empereur) sur proposition du ministres : 8 ministres des cultes (5 catholiques, 3 non catholiques), 3 membres du sénat, 3 membres du conseil d'État, 3 membres de la Cour de cassation, 5 membres de l'institut, 2 membres de l'enseignement libre, et, remplaçant la section permanente, huit inspecteurs généraux. Le décret-loi réforme en effet l'inspection générale de l'instruction publique en instituant 3 catégories d'inspecteurs généraux, les inspecteurs généraux de l'enseignement supérieur au nombre de 8 (lettres 3, sciences 3, droit 1, médecine 1), inspecteurs généraux de l'enseignement secondaire au nombre de 6 (lettres 3, sciences 3) et inspecteurs généraux de l'enseignement primaire au nombre de deux. L'arrêté du 28 octobre 1852 crée des réunions périodiques à mission consultative des inspecteurs généraux sous la forme de quatre comités, pour l'enseignement supérieur, l'enseignement secondaire, l'enseignement primaire  et les questions d’intérêt général.

## Modification après la chute du second empire (1873)
la composition du conseil supérieur est modifié par la loi du 25 mars 1873
Le comité des inspecteurs généraux est transformé en comité consultatif de l'enseignement public par arrêté ministériel du même jour. Il est en particulier consulté sur la question de l'avancement des fonctionnaires et enseignants.

## Modification par Jules Ferry (1880)
Le conseil est profondément remanié par la loi du 27 février 1880 relative au conseil supérieur de l'instruction publique et aux conseils académiques préparé par le ministre Jules Ferry qui en définit ainsi le rôle : 
« Le Conseil supérieur ne doit être, selon nous, qu'un Conseil d'études ; sa mission est par-dessus tout pédagogique ; c'est le grand comité de perfectionnement de l'enseignement national. La première condition pour y prendre place est d'avoir une compétence, d'appartenir à l'enseignement. Nous excluons par là tous les éléments incompétents, systématiquement accumulés par le législateur de 1850 et de 1873. Quant à l'État enseignant, nous le voulons maître chez lui ; nous ne le concevons sujet de personne, ni surveillé par d'autres que par lui-même. Le Conseil supérieur est un des rouages de l'autorité publique ; nous n'admettons pas que les uns y siègent comme représentants de l'État, les autres comme représentants de la société. Cette distinction, chère aux auteurs de la loi de 1850, est la négation du régime démocratique et représentatif sous lequel nous vivons. Soit qu'il s'agisse de la fortune publique ou de l'organisation militaire, des autorités qui rendent la justice ou de celles qui président à l'enseignement, la société n'a pas d'autre organe reconnu, d'autre représentation régulière et compétente que l'ensemble des pouvoirs publics émanes directement ou indirectement de la volonté nationale, et cet ensemble s'appelle l'État. » 
La composition donne ainsi une très large place à des membres élus, pour quatre ans, par les enseignants, 21 pour l'enseignement supérieur, 10 pour l'enseignement secondaire, 6 pour l'enseignement primaire : 
- Le ministre, président ;
- cinq membres de l'Institut, élus par l'Institut en assemblée générale et choisis dans chacune des cinq classes ;
- neuf conseillers, nommés par décret du président de la République en Conseil des ministres, sur la présentation du ministre de l'instruction publique, et choisis parmi les directeurs et anciens directeurs du ministère de l'instruction publique, les inspecteurs généraux et anciens inspecteurs généraux, les recteurs et anciens recteurs, les inspecteurs et anciens inspecteurs d'académie, les professeurs en exercice et anciens professeurs de l'enseignement public ;
- deux professeurs du Collège de France, élus par leurs collègues ;
- un professeur du Muséum, élu par ses collègues ;
- deux professeurs titulaires des facultés de droit, élus au scrutin de liste par les professeurs, les agrégés et les chargés de cours ;
- deux professeurs titulaires des facultés de médecine ou des facultés mixtes, élus au scrutin de liste par les professeurs, les agrégés en exercice, les chargés de cours et maîtres de conférences pourvus du grade de docteur ;
- un professeur titulaire des écoles supérieures de pharmacie ou des facultés mixtes, élu dans les mêmes conditions ;
- deux professeurs titulaires des facultés des sciences, élus au scrutin de liste par les professeurs, les suppléants, les chargés de cours et les maîtres de conférences pourvus du grade de docteur ;
- deux professeurs titulaires des facultés des lettres, élus dans les mêmes conditions ;
- deux délégués de l’École normale supérieure, un pour les lettres, l'autre pour les sciences, élus par le directeur, le sous-directeur et les maîtres de conférences de l'école et choisis parmi eux ;
- un délégué de l’École nationale des chartes, élu par les membres du Conseil de perfectionnement et les professeurs et choisi parmi eux ;
- un professeur titulaire de l’École des langues orientales vivantes, élu par ses collègues ;
- un délégué de l’École polytechnique, élu par le commandant, le commandant en second, les membres du Conseil de perfectionnement, le directeur des études, les examinateurs, professeurs et répétiteurs de l'école et choisi parmi eux ;
- un délégué de l’École des beaux-arts, élu par le directeur et les professeurs de l'École et choisi parmi eux.
- un délégué du Conservatoire national des arts et métiers, élu par le directeur le sous-directeur et les professeurs et choisi parmi eux ;
- un délégué de l’École centrale des arts et manufactures, élu par le directeur et les professeurs de l'école et choisi parmi eux ;
- un délégué de l'Institut agronomique, élu par le directeur et les professeurs de cet établissement et choisi parmi eux ;
- huit agrégés en exercice de chacun des ordres d'agrégation (grammaire, lettres, philosophie, histoire, mathématiques, sciences physiques ou naturelles, langues vivantes, enseignement spécial), élus par l'ensemble des agrégés du même ordre, qui sont professeurs ou fonctionnaires en exercice dans les lycées ;
- deux délégués des collèges communaux, élus, l'un dans l'ordre des lettres, l'autre dans l'ordre des sciences, par les principaux et professeurs en exercice dans ces collèges, pourvus du grade de licencié dans le même ordre ;
- six membres de l'enseignement primaire, élus au scrutin de liste par les inspecteurs généraux de l'enseignement primaire, le directeur de l'enseignement primaire de la Seine, les inspecteurs d'académie des départements, les inspecteurs primaires, les directeurs et directrices des écoles normales primaires, les inspectrices générales et les inspectrices départementales des écoles maternelles, les directeurs et directrices d'écoles primaires supérieures publiques, les instituteurs et institutrices nommés membres du Conseil départemental
- quatre membres de l'enseignement libre, nommés par le président de la République, sur la proposition du ministre.

Les neuf membres nommés conseillers par décret du président de la République, et six conseillers que le ministre désigne parmi ceux qui procèdent de l'élection, constituent une section permanente. 
De plus le comité consultatif de l'enseignement public est également modifié par le décret du 11 mai 1880.

## Vice-présidents du conseil
- Adolphe Thiers (1850-1852)
- Jean-Baptiste Dumas (1852-1864)
- Ernest de Royer (1864-1870)
- Marcellin Berthelot (1876-1895)
- Léon Guignard (1895-1907)
- Éleuthère Mascart (1907-1908)
- Gaston Darboux (1908-1912)
- Maurice Croiset (1912-1931)
- Sébastien Charléty (1931-1941)